# شهرستان اویی
شهرستان اویی (به فرانسوی: Huy) در استان لیئژ در منطقه فدرال والوون در کشور بلژیک واقع شده‌است.

## شهرها
1. امه
2. آنتیزن
3. بوردین
4. کلویه
5. آنژی
6. فریر
7. اموآر
8. ارون
9. اویی
10. مرشن
11. مودو
12. ناندرن
13. تنلو
14. ورلن
15. ویه-لو-بویه
16. اوئانز